# Barentszzee
De Barentszzee (Noors: Barentshavet; Russisch: Баренцево море, Barentsevo More) is een randzee van de Atlantische Oceaan ten noorden van Rusland en Noorwegen. Beide landen betwistten de ligging van de zeegrens, waarbij de Noren de voorkeur hebben voor de mediaan en de Russen voor de meridiaan. In 2010 is er een overeenkomst tussen Noorwegen en Rusland afgesloten waarbij deze twist is opgelost.

## Ligging
De Internationale Hydrografische Organisatie heeft de grenzen van de Barentzzee als volgt vastgesteld. In het westen ligt de zee tegen de noordoostgrens van de Noorse Zee. In het noorden volgt de grens een lijn van West-Spitsbergen, via Alexandraland naar Frans Jozefland. In het oosten aan de westkust van Nova Zembla en volgt deze kustlijn naar Siberië. In het zuiden grenst de zee aan de noordgrens van de Witte Zee. Hier ligt ook Lapland met het schiereiland Kola en het verdere vasteland van Rusland.
Ten oosten van de Barentszzee ligt de Karazee, waarmee het onder andere verbonden is via de Karische Poort ten zuiden van Nova Zembla. Ten westen ligt de Noorse Zee.

## Beschrijving
De zee ligt in het uiterste westen van de Noordelijke IJszee en wordt nog mede beïnvloed door de toevoer van relatief warm water uit de Atlantische Oceaan. Moermansk is hierdoor een ijsvrije haven. Het is na de Beringzee en de Zee van Ochotsk de grootste zee van Rusland.  De gemiddelde diepte is slechts 230 meter.
Het zeewater heeft een gemiddelde saliniteit van 35-promilles (m‰). Alleen in het uiterste zuiden in de Petsjorazee zorgt het zoete water van de rivier Petsjora voor een iets lager zoutgehalte. Het verschil tussen eb en vloed in open zee is bescheiden, maar langs Kola kan het verschil oplopen tot zo'n drie meter.
In de winter komt het meeste ijs voor in het uiterste zuiden bij de Petsjorazee en langs de kust van Nova Zembla. In de zomer verdwijnt het ijs bijna helemaal, met uitzondering van gebieden in het uiterste noorden. In de laatste decennia is de ijsvorming afgenomen en ook de dikte van het ijs. In de winter zijn cyclonen een regelmatig verschijnsel en in de zomer anticylonen.

### Eilanden
In de zee bevinden zich de volgende eilanden en eilandengroepen:
- Berkha (Rusland)
- Bereneiland (Noorwegen)
- Charlov (Rusland)
- Dolgi (Rusland)
- Gorbovy (Rusland)
- Kildin (Rusland)
- Kolgoejev (Rusland)
- Mezjdoesjarski (Nova Zembla, Rusland)
- Morzjovets (Rusland)
- Pankratjev (Rusland)
- Pinjegin en Kazimoveilanden (Rusland)
- Spitsbergen (Noorwegen):
  - Barentszeiland
  - Edgeøya
  - Hopen
  - Kongsøya
- Vajgatsj (Rusland)

## Ontdekkingsreizen
De zee is genoemd naar de Nederlandse zeevaarder (en ontdekkingsreiziger) Willem Barentsz die in 1596 strandde op Nova Zembla. Lange tijd werd de zee echter Moermanskzee (Russisch: Moermanskoje more) genoemd. Het zuidoostelijke deel tussen de eilanden Kolgoejev en Vajgatsj, ten noorden van Petsjorabaai en ten zuiden van Nova Zembla wordt Petsjorazee genoemd. De eerste volledige bathymetrische kaart van de zee werd in 1933 gepubliceerd door zeegeologe Maria Klenova.

## Economie
Vanaf de jaren 70 werd begonnen met olie-exploratie in de zee, waarbij zowel de Noren als de Russen grote vondsten deden. Het eerste olieveld dat nu wordt opengesteld is het Noorse Snøhvit. Het Sjtokmanveld in de Russische sector is echter het grootste olieveld dat tot nog toe is gevonden.

## Zeegrens Noorwegen en Rusland
In 2010 kwamen beide landen de zeegrens overeen. Daar werd al sinds de jaren zeventig over gepraat en toen ging het voornamelijk over visrechten, maar nadien is er ook aardolie en aardgas aangetroffen. De gekozen oplossing verdeelt het betwiste gebied, 175.000 km² groot, min of meer in twee gelijke delen. De Russen wilden de sectorlijn aanhouden, dat zou de meest westelijke landgrens van Rusland naar het noorden doortrekken. Noorwegen wenste een verdeling op basis van het equidistantiebeginsel, ofwel een lijn op gelijke afstand van de kusten van het Noorse Spitsbergen en het Russische Nova Zembla. De afgesproken zeegrens ligt bij benadering in het midden van deze twee lijnen.

## Trivia
- In deze zee zonk op 12 augustus 2000 de atoomonderzeeër Koersk (onderzeeboot). Alle 118 opvarenden kwamen om het leven.